# Zeilsheim

Le quartier (en rouge) au sein de l'arrondissement (en gris foncé) et de la ville (en gris clair)

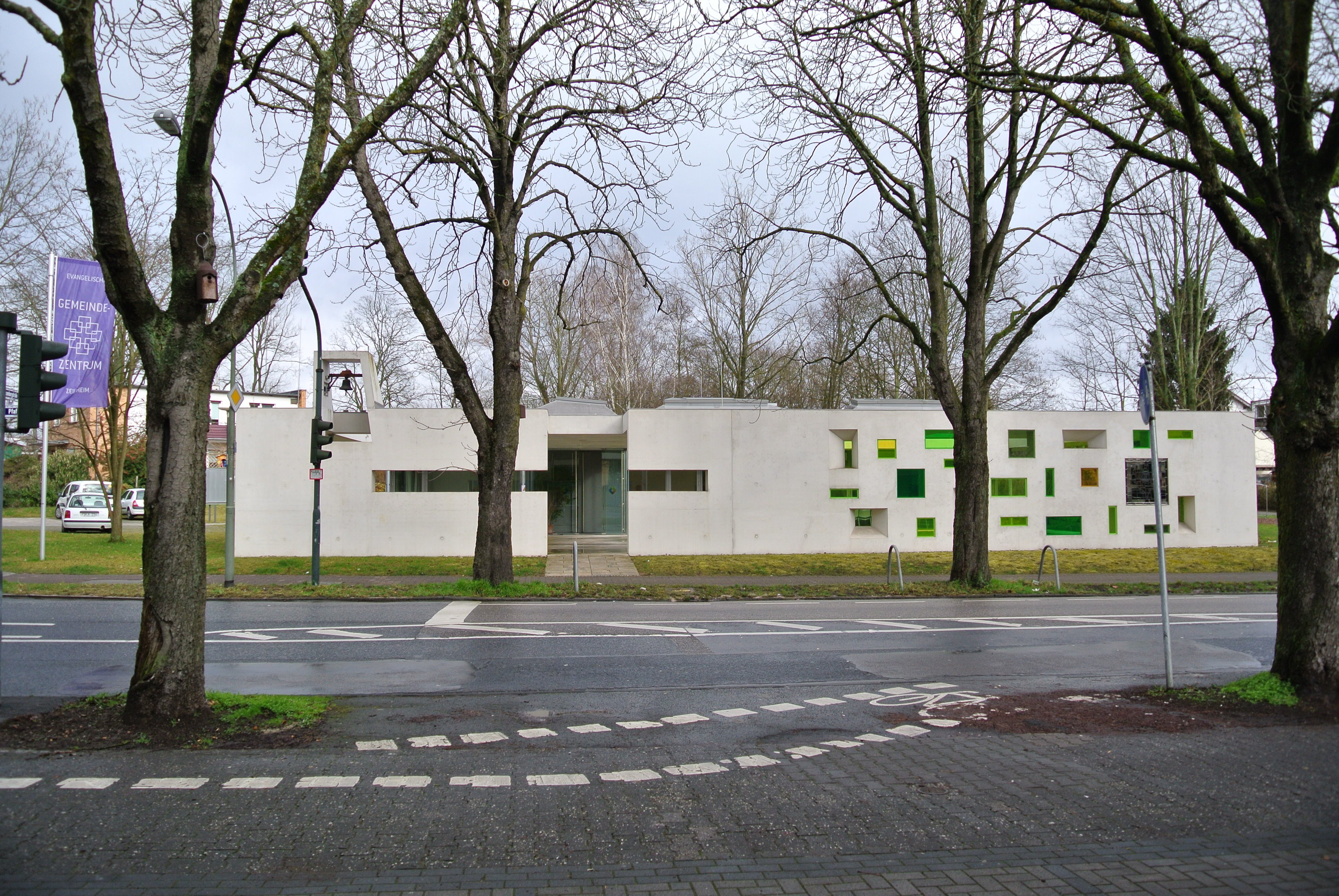
L'église évangélique.

Francfort-Zeilsheim (en allemand : Frankfurt-Zeilsheim) est un quartier (Stadtteil) de Francfort-sur-le-Main.

## Histoire
Après la Seconde Guerre mondiale, Zeilsheim est le lieu d'implantation d'un camp de personnes déplacées, destiné à accueillir des personnes juives, libérées des camps de concentration ou d'extermination nazis et souhaitant rejoindre la Palestine. Le 16 février 1946, Eleanor Roosevelt, ex-Première dame des États-Unis, visite le camp.